# NGC 168
NGC 168 je galaksija u zviježđu Kit.

## Vanjske poveznice
- SEDS: NGC 0168